# Idaku Barles
Idaku Barles, Ideku, Idagu, Idegu Barles Bahadur (+ 1407) fou un amir de la tribu Barles al servei de Tamerlà; era fill de l'amir Ghiyath al-Din Barles (el germà gran de l'amir Jaku Barles), al que el 1393 fou donat el govern del Kirman que va conservar fins a la seva mort.
El 1393 Sultan Ghiyath al-Din Muhammad, fill del sultà Imad al-Din Sultan Ahmad, que havia quedat encarregat del govern de Kirman en absència del pare, va entregar les claus de la ciutat a Idaku Bahadur o Idaku Barles, designat governador del Kirman per Tamerlà. La seva submissió no li va estalviar la sort que Timur va dictar pels prínceps muzaffàrides
El virrei de Fars, Umar Shaikh, del qual depenia el Kirman, havia anar a Sirjan a la frontera de Kirman, on Gudarz resistia el setge (1394) i allí va rebre ordre de Tamerlà d'anar al Diyar Bakr i va encomanar a Idaku Barles, governador de Kirman, a Shah Shahan governador de Sistan i a Pir Ali Selduz, la culminació del setge de Sirjan
El 1396 l'amir Ideku Barles havia enfilat cap al sud de Kirman i la província de Kigh i Makran, que va saquejar fins a la plana de Dasht Ali. Reunits amb altres contingents de l'exèrcit al regne d'Ormuz, van conquerir set fortaleses comercials. El rei d'Hormuz Muhammad Shah es va haver de refugiar a Gehrom i va demanar la pau que li fou acordada mitjançant un tribut anyal de 600.000 dinars. Idaku i el seu germà es van quedar un temps a Jiroft per controlar qualsevol intent de revolta (1397)
El 1398 Tamerlà va rebre una ambaixada d'un Idaku, però Yazdi diu que era un príncep de Kiptxak, sense relació amb Ideku Barles de Kirman. Però si que va rebre una ambaixada d'Idaku el hivern del 1401-1402, quan estava acampat a la plana de Shamkir (a l'oest de Ganja); Idaku fou rebut en audiència. El 1403 Ideku Barles i Ahmed Daud van tornar a la regió del Karabakh des de Kirman i portaven la recaptació de la província acompanyats del recaptador general Saifel Muluk Hajji Abdallah i de diversos cadis i notables de la província. Es va fer la presentació dels comptes de la província de Kirman per part d' Idaku Barles; en aquests comptes els secretaris del diwan havien inscrit una suma excessiva i Tamerlà va decidir donar un cop d'ull a la situació; Tamerlà va enviar a Kirman a Bayazid Barles, fill del germà d'Ideku, però llavors es va presentar Buyan Agha, filla d'Hajji Barles (el oncle de Timur) que estava embarassada d'Idaku; anava acompanyada de la seva filla Agatxe Agha i entre les dues van dissuadir a Tamerlà de fer cap investigació mitjançant un pagament i Idaku es va comprometre a pagar determinada quantitat i fou autoritzat a tornar al seu govern de Kirman; Bayazid fou cridat a tornar a la cort.
Idaku va seguir en el govern de Kirtman on, a la mort de Tamerlà el 1405, va quedar quasi independent, però a l'abril va enviar un missatgera Herat anunciant que al Kirman la khutba es feia en nom de Xah Rukh i a les monedes figurava la seva imatge (i n'aportava un parell per acreditar-ho). Ideku Barles havia rebutjar reiteradament reconèixer la primacia de Pir Muhammad de Fars sobre la província de Kirman; a la mort de Tamerlà, Pir Muhammad hi va enviar una delegació, sense millor resultat que les altres vegades. L'estiu del 1405, Pir Muhammad va sortir de Siraz i per la regió de Xabankara es va dirigir al Kirman per sotmetre la província. Iskandar va reunir tropes a Yadz i es va unir al seu germà; va dirigir l'avantguarda i va derrotar a les tropes del Kirman que li van presentar batalla. Aleshores tot Kirman va quedar espantat, i només el governador de la ciutat de Kerman (Kirman), nakib Nakim al-Din Nimet Allah, va gosar a sortir i negociar la pau. Mentre es negociava, no obstant, tota la rodalia de Kerman fou devastada. Finalment es va signar el tractat i Ideku Barles va enviar valuosos regals a Pir Muhammad que va retornar a Siraz. També Iskandar va retornar a Yadz.
Va morir probablement el mes d'abril de 1407 i el va succeir el seu fill Said Sultan (o Sahib Sultan)